# Öringstjärnen (Kalls socken, Jämtland, 710731-136455)
Öringstjärnen är en sjö i Åre kommun i Jämtland och ingår i Indalsälvens huvudavrinningsområde.